# Piekielna Góra (Szczytna)
Piekielna Góra (niem. Höllenberg) – część miasta Szczytna, położona w województwie dolnośląskim, w powiecie kłodzkim, w gminie Szczytna.

## Położenie
Piekielna Góra to mała osada leżąca na stoliwie Szczytnika, pomiędzy wzniesieniami Piekielna Góra od wschodu i Kamiennik od zachodu, na wysokości około 500–510 m n.p.m.

## Historia
Piekielna Góra powstała w połowie XIX wieku jako kolonia Borku. W miejscu tym istniała wcześniej leśniczówka i domek myśliwski, tereny wokół nich zostały zasiedlone rozproszoną zabudową, obejmującą dużą część stoliwa Szczytnika. Osadnictwo na tym terenie wiązało się z utworzeniem z dolinie Bystrzycy Dusznickiej hut szkła i zakładów metalowych.

## Szlaki turystyczne
Przez Piekielną Górę przechodzą dwa szlaki turystyczne:
- z Polanicy-Zdroju do Szczytnej,
- z Polanicy-Zdroju do Karłowa.